# Ponte di Humen
Il Ponte di Humen (cinese semplificato: 虎门大桥; cinese tradizionale: 虎門大橋; pinyin: Hǔmén Daqiao; Jyutping: Fu2mun4 Dai6kiu4) è un ponte sospeso situato nella città di Humen a Guangdong in Cina.

## Descrizione

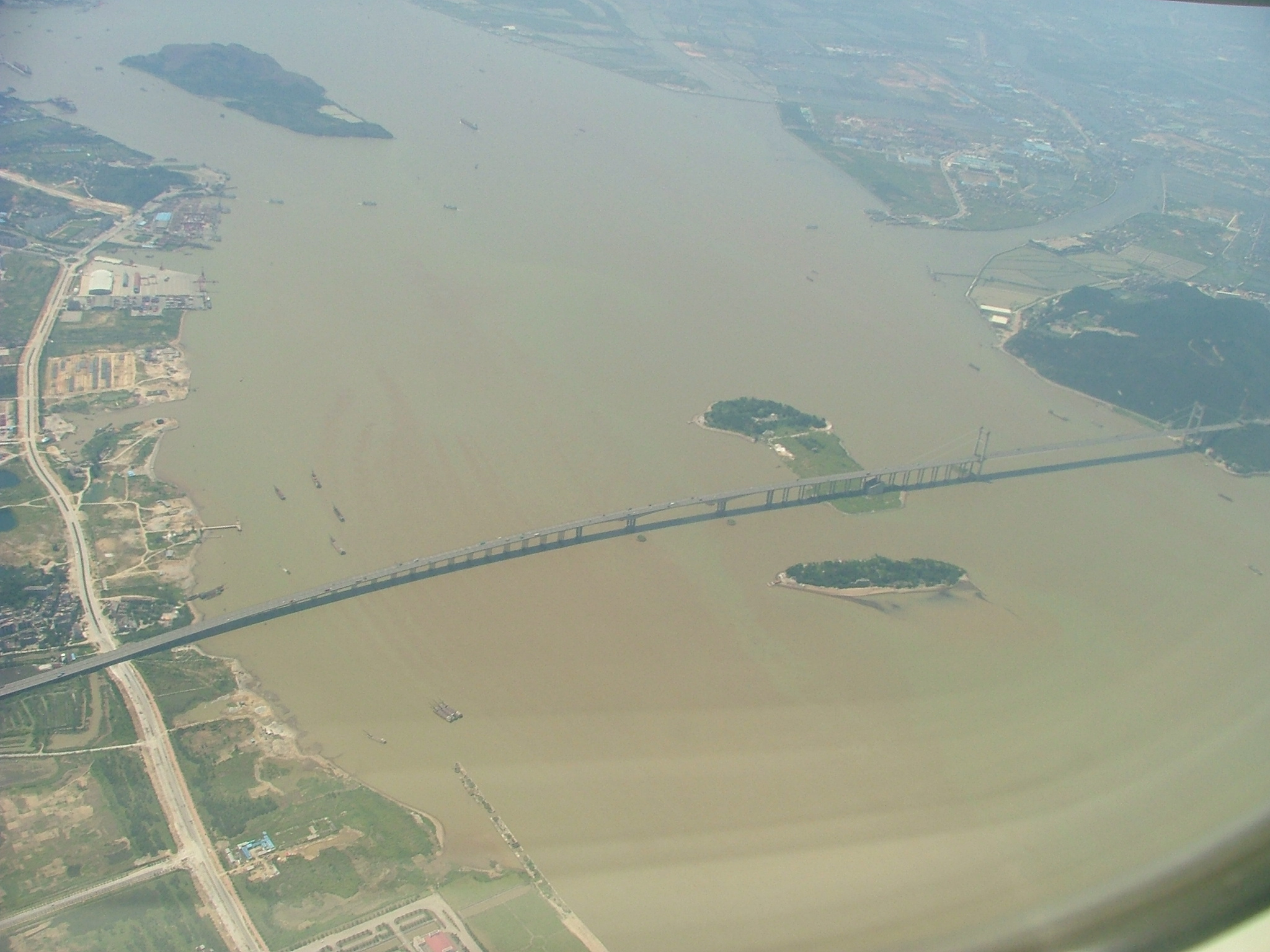
Vista aerea del ponte

La struttura è costituito da due campate principali: una nella sezione del ponte sospeso e l'altra in quella del ponte trave a scatola in cemento. Collega il distretto di Nanshadi Guangzhou a Humen nel Dongguan.
Completato nel 1997, il ponte sospeso ha una campata principale di 888 metri mentre quella del ponte trave a scatola è di 237 metri, risultando tra le campate più lunghe al mondo. Il ponte fa parte dell'autostrada G9411 Dongguan–Foshan. Un ponte più nuovo, noto come Nansha Bridge, è stato aperto nell'aprile 2019 per ridurre i problemi di traffico sul ponte di Humen.
Il costo della costruzione è stato di circa 370 milioni di dollari.